# Grottes de Viengxay

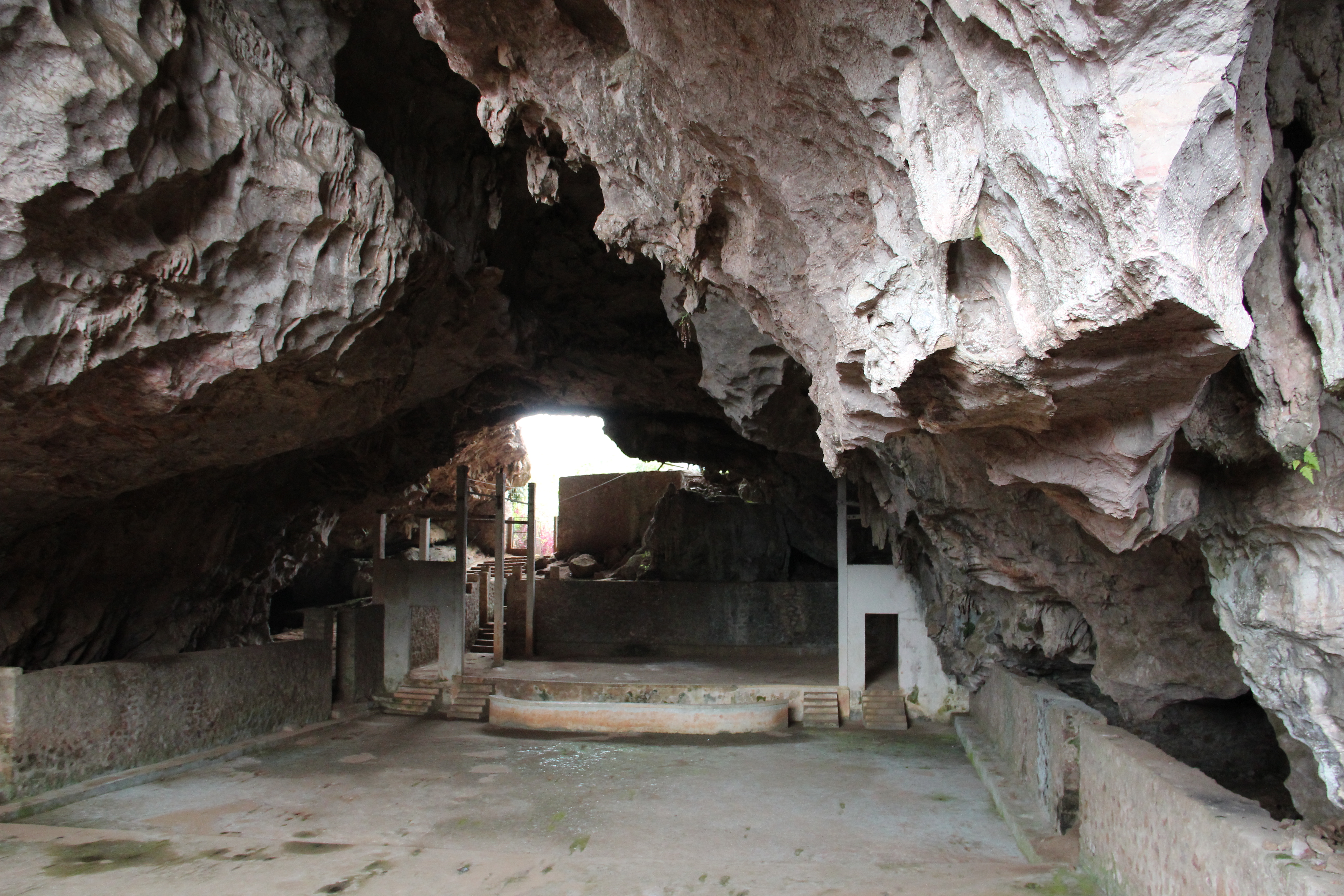
Grotte ayant abrité des spectacles.

Les grottes de Viengxay sont un ensemble d'environ 500 grottes reliées entre elles et situées dans le district de Viengxay (province de Houaphan, Laos). Les grottes ont été creusées dans la montagne calcaire.
Pendant la guerre civile laotienne, le Pathet Lao a transformé le réseau de grottes en une ville servant de base arrière secrète. Les grottes permettent aussi aux habitants de se protéger des intenses bombardements américains pendant la guerre civile. Environ 23 000 personnes y auraient séjourné. Le complexe de grottes comprenait un hôpital, un théâtre, des entrepôts d'essence, des écoles, un temple,,.